# Ulanhu
Ulanhu ou Ulanfu (em chinês: 乌兰夫, pinyin: Wūlánfū; 23 de dezembro de 1907 – 8 de dezembro de 1988), nascido Yun Ze (em chinês: 云泽),  foi o presidente fundador da Região Autônoma da Mongólia Interior da China, servindo de 1947 a 1966.
De etnia mongol Tumed, ele assumiu o nome de guerra Ulanhu (lit.  "Filho vermelho")  e teve o apelido de "Príncipe Mongol" durante sua carreira política. Ele serviu como vice-primeiro-ministro entre 1956 e 1966. Ele foi expurgado durante a Revolução Cultural, mas posteriormente reintegrado. Entre 1983 e 1988 ocupou o cargo de Vice-Presidente da República Popular da China. 
Ulanhu foi o oficial minoritário de mais alto escalão na história da RPC e tornou-se um ícone de lealdade tanto para o povo mongol como para a RPC.  Exceto no período da Revolução Cultural, sua família dominou a política da Mongólia Interior.  Seu filho Buhe serviu como presidente da Mongólia Interior por uma década, e sua neta Bu Xiaolin foi nomeada para o mesmo cargo em 2016.

## Biografia
Nascido em Estandarte Esquerdo Tumed, nos arredores da cidade de Hohhot, Ulanhu era filho de pastores. Ele frequentou a escola primária em sua cidade natal e estudou no Colégio Mongol-Tibetano de Beiping (atual Pequim).  Ele se juntou à Liga da Juventude Socialista da China (mais tarde renomeada Liga da Juventude Comunista) em 1924, pretendendo tornar-se revolucionário comunista. Em 1925, ingressou no Partido Comunista da China e foi enviado para a Universidade Sun Yat-sen de Moscou, na União Soviética, para estudar marxismo. Em Moscou, Ulanhu dividia uma mesa com Chiang Ching-kuo, filho de Chiang Kai-shek.
Em 1929, quando regressou dos estudos, Ulanhu começou a organizar comícios comunistas na Mongólia e foi nomeado membro do Comité de Trabalho do PCC na Mongólia Ocidental. Em 1931, Ulanhu foi escolhido para dirigir os escritórios militares e de inteligência na Mongólia, servindo na Liga Ikh Juu (atual cidade de Ordos). Durante a Segunda Guerra Mundial, Ulanhu liderou suas forças para impedir que os japoneses avançassem em direção a Hohhot e liderou seus oficiais a marcharem para o norte de Shaanxi onde continuou lutando contra as forças japonesas. Em agosto de 1941, chegou à base revolucionária de Yan'an para trabalhar em assuntos étnicos. 

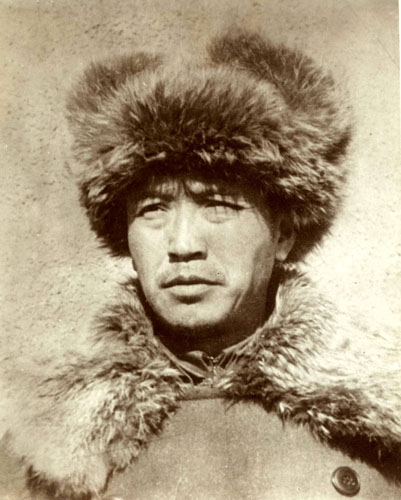
Ulanhu durante seus dias como revolucionário comunista

## Guerra civil
Durante a Guerra Civil Chinesa, Ulanhu foi um dos comandantes da Campanha de Pingjin e da Campanha de Liaoshen, ele também liderou suas forças comunistas para destruir os bandidos locais e as forças anticomunistas na Mongólia. Ulanhu foi fundamental para colocar a Mongólia Interior sob o controle do Partido Comunista da China e foi eleito governador em exercício e presidente fundador do Governo Autônomo da Mongólia Interior em 1947. A Mongólia Interior foi a primeira de cinco regiões autônomas reconhecidas na China. 

## República Popular da China
Em setembro de 1954, Ulanhu foi nomeado vice-primeiro-ministro, ocupando o oitavo lugar. 
Em 1955 foi condecorado com o posto de General (shangjiang), tornando-se um dos 57 generais a quem foi concedido a honra de ser um "general fundador" da República Popular. Ele serviu como secretário do Comitê do Partido e presidente do governo regional da Mongólia Interior desde a fundação da região até 1966.
Durante o Grande Salto Adiante, Ulanhu atrasou a comunização de facto nas áreas pastorais mongóis.  (p134) As formas tradicionais de gestão de rebanhos permaneceram até 1965, quando os rebanhos foram comunizados pouco antes da Revolução Cultural.  (134-135)

### Revolução Cultural

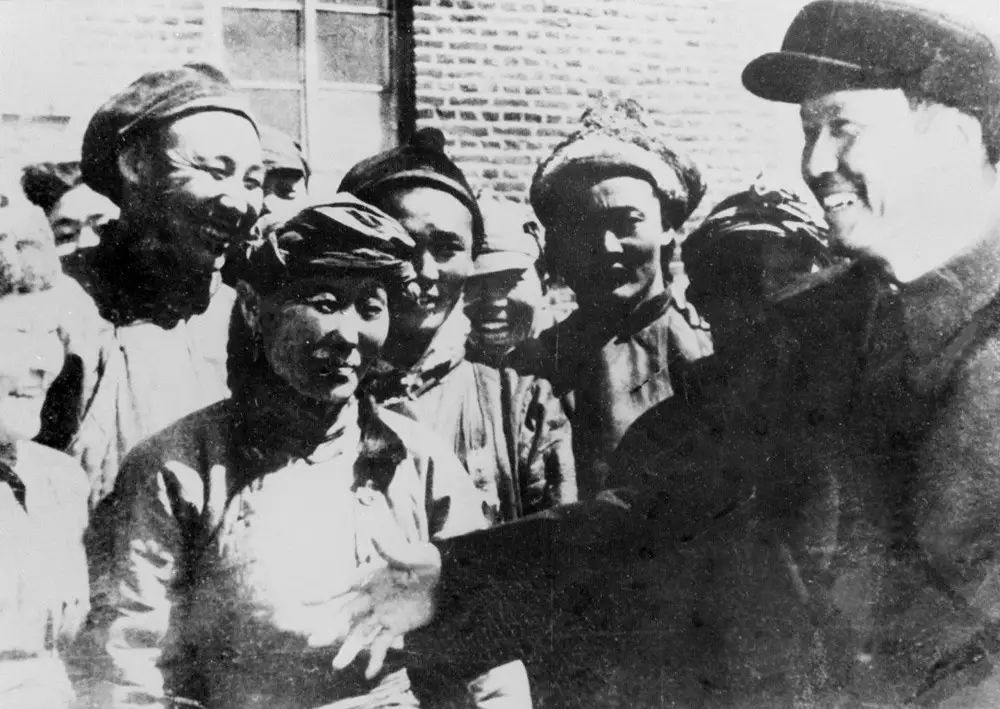
Ulanhu e os delegados do Congresso Popular da Mongólia Interior.

No início da Revolução Cultural, zelosas organizações da Guarda Vermelha tentaram invadir a sede do governo da Mongólia Interior. Ulanhu usou as tropas à sua disposição para repeli-los, apenas para ser mais tarde anulado pelas forças militares enviadas pelos líderes esquerdistas em Pequim, destituindo-o do cargo. Ele foi acusado de "governar a Mongólia Interior como um reino independente",  e perseguido como suspeito de ser membro do Partido Revolucionário Popular da Mongólia Interior, de tendência independente, uma acusação mais tarde comprovada como falsa. No entanto, embora tenha sido alvo de luta, Ulanhu sobreviveu à Revolução Cultural sem suportar algumas das dificuldades físicas mais severas infligidas a alguns dos seus colegas, em grande parte devido ao apoio do primeiro-ministro Zhou Enlai. 

## Pós-reabilitação e morte
Ulanhu foi reabilitado politicamente em 1973, antes do 10º Congresso do Partido, com a bênção pessoal de Mao Zedong. Em 1977, Ulanhu tornou-se chefe do Departamento da Frente Unida da organização central do PCC. Entre vários outros cargos, serviu um mandato como vice-presidente da República Popular da China no governo do presidente Li Xiannian, de 1983 a 1988. Terminado o mandato como vice-presidente, foi eleito vice-presidente da Assembleia Popular Nacional. Ele morreu pouco depois, em 1988, após uma doença. Ele foi elogiado com altas honras pelo Partido Comunista no poder. 
Em 1992, o Salão Memorial de Ulanhu foi aberto ao público em Hohhot. Suas Obras Selecionadas foram publicadas em 1999, numa cerimônia de inauguração com a presença de Jiang Zemin, Secretário Geral do Partido Comunista da China.  Em Dezembro de 2007, o Partido Comunista realizou uma conferência de alto nível para comemorar o 100º aniversário do nascimento de Ulanhu. Em 2009, o épico histórico "A Primavera Chega Cedo às Pastagens" foi ao ar na China Central Television e retratou algumas das atividades de Ulanhu durante a revolução. 

## Família
Ulanhu casou-se duas vezes e teve quatro filhos e quatro filhas. Seu filho, Buhe, serviu como presidente da Mongólia Interior de 1982 a 1993. Sua neta (filha de Buhe) Bu Xiaolin foi nomeada presidente da Mongólia Interior em março de 2016, tornando-a a terceira geração da família Ulanhu a ocupar esse cargo.  Outro filho de Ulanhu, Uje, serviu como prefeito de Baotou.